# Vincenzo Giovanni Bova
Vincenzo Giovanni Bova, o francesizzato come Bové (in russo Винченцо Джованни Бова?; Napoli, 1750 – Mosca, 1816), fu un pittore partenopeo attivo come ritrattista alla corte di Caterina II di Russia.

## Biografia
Si trasferì a San Pietroburgo nel 1782, assieme all'ambasciatore Antonino Maresca. Qui nacque e crebbe il figlio Giuseppe Bove, uno dei più importanti architetti russi del periodo.
Lavorò per il principe Jusupov, e gli fu assegnata la direzione Museo Imperiale dell'Ermitage dal 1796, al trasferimento a Mosca, presso la proprietà del suo mecenate, il principe Golicyn. Qui cambiò il suo nome in Bové o Beauvais, questo fatto portò a pensare ad una sua presunta origine francese.